# Korra
Korra là nhân vật chính trong loạt phim hoạt hình Mỹ The Legend of Korra, phần tiếp theo của loạt phim nổi tiếng Avatar: The Last Airbender, do Michael Dante DiMartino và Bryan Konietzko sáng tạo. Korra được lồng tiếng bởi Janet Varney.
Cô là hiện thân tiếp theo trong chu kỳ Avatar sau Aang, mang trọng trách giữ gìn hòa bình giữa thế giới vật chất và thế giới linh hồn, cũng như giữa các quốc gia và các cá nhân sở hữu hoặc không sở hữu ngự thuật. Korra xuất thân từ Nam Thủy tộc và được phát hiện là Avatar khi còn nhỏ. Khác với Aang, cô có tính cách mạnh mẽ, độc lập, nóng nảy và ít thiên về tâm linh hơn.

## Tiểu sử
Korra đã thành thạo ba nguyên tố (nước, lửa, đất) từ rất sớm và đến Thành phố Cộng Hòa để học ngự khí thuật từ Tenzin, con trai Avatar Aang. Tại đây, cô gặp gỡ và kết bạn với Mako, Bolin và Asami Sato, tạo thành một nhóm thân thiết đối đầu với nhiều thế lực đe dọa thế giới:
- Amon, thủ lĩnh Hội Bình Đẳng chống lại các ngự thuật sư.[2]
- Unalaq và Vaatu, đại diện cho bóng tối và sự hỗn loạn trong thế giới linh hồn.[3]
- Hội Hồng Liên cực đoan do Zaheer lãnh đạo.[4]
- Kuvira, nhà độc tài theo chủ nghĩa dân tộc ở Thổ quốc.[5]

Korra trải qua nhiều tổn thương cả thể chất lẫn tinh thần trong suốt hành trình làm Avatar, đặc biệt sau khi bị Zaheer đầu độc. Tuy nhiên, nhờ sự hỗ trợ của bạn bè và việc đối mặt với nội tâm mình, cô dần trưởng thành và trở thành một Avatar sâu sắc, cân bằng giữa thể chất và tâm linh.
Loạt phim kết thúc với cảnh Korra và Asami Sato nắm tay bước vào Linh giới, xác nhận mối quan hệ tình cảm giữa hai người. Điều này được xem là một bước tiến lớn trong việc thể hiện đại diện LGBTQ+ trong hoạt hình chính thống.

## Đón nhận
Korra được đánh giá là một trong những nhân vật nữ mạnh mẽ và phức tạp nhất trong hoạt hình phương Tây. Khán giả và giới phê bình ca ngợi sự phát triển nhân vật của cô, từ một người nóng nảy và thiếu kiểm soát thành một nhà lãnh đạo điềm tĩnh và có chiều sâu. Mối quan hệ đồng giới của cô với Asami cũng được khen ngợi vì tính nhân văn và tiên phong.

## Xuất hiện khác
Sau khi loạt phim kết thúc, Korra tiếp tục xuất hiện trong loạt truyện tranh phần tiếp theo do Dark Horse Comics phát hành, tiếp tục khai thác hành trình của cô và mối quan hệ với Asami trong bối cảnh hậu chiến tranh.